# Вон Чиньхун
Вон Чиньхун (иер. трад. 黃展鴻, упр. wong4 jin2hung4; род. 2 марта 1982, Британский Гонконг) гонконгский профессиональный футболист и тренер, играющий на позиции левого защитника в клубе Гонконг Рейнджерс.

## Клубная карьера

### Инстант-Дикт
Вон Чиньхун в 16 лет пошел поддержать школьного друга на просмотре в молодёжную команду ФК Инстант-Дикт. Затем его отцу позвонили из клуба, желая подписать контракт с Воном.

### Рейнджерс
Вон Чиньхун получал по контракту с Гонконг Рейнджерс ежемесячную заработную плату в размере 1500 гонконгских долларов. Ему пришлось подрабатывать в сфере строительства, чтобы свести концы с концами и поэтому он не имел игровой практики играл в течение двух месяцев. Филипп Ли, главный тренер Рейнджерс попросил Вона вернуться в футбол. Он был выбран в сборную Гонконга по футзалу, и это вернуло ему любовь к футболу.

### Пегасус
Вон Чиньхун был отдан в аренду в клуб Пегасус своим клубом Саут Чайна в сезоне 2008/09..12 октября 2008 года, Вон сделал хет-трик в качестве левого защитника в победном со счетом 8:0 матче с клубом Туен Мун Прогол.

### Саут Чайна
В Кубке АФК 2010, Вон Чиньхун вышел на замену и забил победный мяч клубу Муангтонг Юнайтед на последней минуте в матче, который команды доигрывали вдесятером. Победа означала проход клуба Саут Чайна дальше по турниру по результату личных встреч, так как оба клуба имели по 10 очков.

### Биу Чун Рейнджерс
11 января 2013, Вон Чиньхун вернулся в свой бывший клуб Биу Чун Рейнджерс в качестве свободного агента. В тот же день защитник Рейнджерс Чак Тинфун был переведен в клуб Саут Чайна. Эти две сделки были расценены как обмен игроками.
Вон Чиньхун был также назначен капитаном команды после того, как он присоединился к Биу Чун Рейнджерс.

### Истерн
Вон отказался продлить контракт с Биу Чун Рейнджерс и сделал запрос на трансфер после окончания сезона-2012/13. 1 июня 2013 года Вон Чиньхун перешел в клуб Истерн, только что пришедший в Первый дивизион на правах свободного агента.
Вон Чиньхун стал готовиться к завершению карьеры в сезоне 2017/18, и стал ассистентом главного тренера в Истерне.
В сезоне 2018/19 является играющим тренером команды Первого дивизиона Гонконг Рейнджерс.

## Международная карьера

### Гонконг U23
На Восточноазиатских играх 2009 Вон Чиньхун был вызван в молодёжную сборную Гонконга в качестве одного из более возрастных игроков после того, как Чак Тинфун был травмирован. Вону удалось забить один гол и отдать две результативные передачи с подачи угловых в турнире. Он также забил последний пенальти в серии послематчевых пенальти в финале против сборной Японии.

### Гонконг
2 октября 2011, Вон Чиньхун забил два гола за сборную Гонконга, причем один из них был перебитым пенальти. Все это происходило в матче Кубка Лонг Тенг 2011 против Макао. Гонконг выиграл ту встречу со счетом 5:1.

## Личная жизнь
Вон Чиньхун имел очень непростые отношения со своим отцом, потому что он часто в ущерб себе и своей обуви, постоянно играл в футбол. Его отец однажды запер Вона в своем доме, чтобы помешать ему играть. Он также никогда не посещал его матчи.

## Достижения
Со сборной Гонконга:
- Восточноазиатские игры 2009: Победители футбольного турнира